# رود میکا
رود میکا (انگلیسی: Myka) یک رودخانه در سرزمین پرم کشور روسیه است.